# Pteromalus amyntor
Pteromalus amyntor är en stekelart som beskrevs av Walker 1846. Pteromalus amyntor ingår i släktet Pteromalus och familjen puppglanssteklar. Inga underarter finns listade i Catalogue of Life.